# Wahlkreis Seine-et-Marne XI
Der Wahlkreis Seine-et-Marne XI ist seit 2010 ein Wahlkreis (circonscription électorale) für die französische Nationalversammlung. Er umfasst die folgenden Gemeinden: Boissettes, Boissise-la-Bertrand, Cesson, Le Mée-sur-Seine, Lieusaint, Moissy-Cramayel, Nandy, Réau, Savigny-le-Temple, Seine-Port und Vert-Saint-Denis.

## Ergebnisse

### Parlamentswahl 2012
| Kandidaten               | Kandidaten           | Parteien                                         | 1. Wahlgang | 1. Wahlgang | 2. Wahlgang | 2. Wahlgang |
| Kandidaten               | Kandidaten           | Parteien                                         | Stimmen     | %           | Stimmen     | %           |
| ------------------------ | -------------------- | ------------------------------------------------ | ----------- | ----------- | ----------- | ----------- |
|                          | Olivier Fauregewählt | SOC – Parti socialiste                           | 14.800      | 47,3        | 18.740      | 63,2        |
|                          | Cathy Bissonnier     | UMP – Union pour un mouvement populaire          | 6.680       | 21,3        | 10.903      | 36,8        |
|                          | Anne Jacqmin         | FN – Front national                              | 4.694       | 15,0        |             |             |
|                          | Catherine Petit      | FG – Front de gauche (Parti communiste français) | 1.533       | 4,9         |             |             |
|                          | Odile Montagne       | VEC – Europe Écologie Les Verts                  | 1.009       | 3,2         |             |             |
|                          | Anne-Laure Borderies | CEN – Mouvement démocrate                        | 681         | 2,2         |             |             |
|                          | Hervé Kiteba-Simo    | PRV – Parti radical valoisien                    | 648         | 2,1         |             |             |
|                          | Coralie Mennesson    | DVD – Debout la République                       | 341         | 1,1         |             |             |
|                          | Serge Ruby           | ECO – Alliance écologiste indépendante           | 213         | 0,7         |             |             |
|                          | Nicolas Karageuzian  | AUT – Parti Pirate                               | 199         | 0,6         |             |             |
|                          | Anne de La Torre     | EXG – Lutte Ouvrière                             | 169         | 0,5         |             |             |
|                          | Philippe David       | AUT – Unabh.                                     | 165         | 0,5         |             |             |
|                          | Antoine Bordier      | DVD – Parti chrétien-démocrate                   | 119         | 0,4         |             |             |
|                          | Yves Hanon           | AUT – Solidarité et progrès                      | 71          | 0,2         |             |             |
| Gesamt                   | Gesamt               | Gesamt                                           | 31.322      | 100         | 29.643      | 100         |
|                          |                      |                                                  |             |             |             |             |
| Ungültige Stimmen        | Ungültige Stimmen    | Ungültige Stimmen                                | 627         | 2,0         | 1.048       | 3,4         |
| Wähler                   | Wähler               | Wähler                                           | 31.949      | 51,1        | 30.691      | 49,0        |
| Wahlberechtigte          | Wahlberechtigte      | Wahlberechtigte                                  | 62.581      |             | 62.580      |             |
|                          |                      |                                                  |             |             |             |             |
| Quelle: Innenministerium |                      |                                                  |             |             |             |             |

### Parlamentswahl 2017
| Kandidaten               | Kandidaten            | Parteien                             | 1. Wahlgang | 1. Wahlgang | 2. Wahlgang | 2. Wahlgang |
| Kandidaten               | Kandidaten            | Parteien                             | Stimmen     | %           | Stimmen     | %           |
| ------------------------ | --------------------- | ------------------------------------ | ----------- | ----------- | ----------- | ----------- |
|                          | Olivier Fauregewählt  | SOC – Parti socialiste               | 7.274       | 27,4        | 13.639      | 61,1        |
|                          | Amandine Rubinelli    | REM – La République en marche        | 8.078       | 30,4        | 8.686       | 38,9        |
|                          | Daniel Allioux        | FI – La France insoumise             | 3.818       | 14,4        |             |             |
|                          | Jean-Marie Launay     | FN – Front national                  | 3.550       | 13,4        |             |             |
|                          | Natacha Bedhiaf       | LR – Les Républicains                | 2.216       | 8,3         |             |             |
|                          | Évelyne Marque Gras   | DLF – Debout la France               | 626         | 2,4         |             |             |
|                          | Jean-Marc Governatori | ECO – Mouvement 100 % (AÉI – Sonst.) | 478         | 1,8         |             |             |
|                          | Françoise Schmitt     | DIV – Union populaire républicaine   | 285         | 1,1         |             |             |
|                          | Anne de La Torre      | EXG – Lutte Ouvrière                 | 256         | 1,0         |             |             |
| Gesamt                   | Gesamt                | Gesamt                               | 26.581      | 100         | 22.325      | 100         |
|                          |                       |                                      |             |             |             |             |
| Leere Stimmzettel        | Leere Stimmzettel     | Leere Stimmzettel                    | 723         | 2,6         | 1.779       | 7,3         |
| Ungültige Stimmzettel    | Ungültige Stimmzettel | Ungültige Stimmzettel                | 65          | 0,2         | 349         | 1,4         |
| Wähler                   | Wähler                | Wähler                               | 27.369      | 42,2        | 24.453      | 37,7        |
| Wahlberechtigte          | Wahlberechtigte       | Wahlberechtigte                      | 64.893      |             | 64.893      |             |
|                          |                       |                                      |             |             |             |             |
| Quelle: Innenministerium |                       |                                      |             |             |             |             |

### Parlamentswahl 2022
| Kandidaten               | Kandidaten            | Parteien                                                                | 1. Wahlgang | 1. Wahlgang | 2. Wahlgang | 2. Wahlgang |
| Kandidaten               | Kandidaten            | Parteien                                                                | Stimmen     | %           | Stimmen     | %           |
| ------------------------ | --------------------- | ----------------------------------------------------------------------- | ----------- | ----------- | ----------- | ----------- |
|                          | Olivier Fauregewählt  | NUP – Nouvelle union populaire écologique et sociale (Parti socialiste) | 12.279      | 46,9        | 15.453      | 64,5        |
|                          | Charlyne Péculier     | ENS – Ensemble ! (La République en marche)                              | 5.768       | 22,0        | 8.522       | 35,5        |
|                          | Martine Demonchy      | RN – Rassemblement National                                             | 4.589       | 17,5        |             |             |
|                          | Joël Sangaré          | UDI – Union des démocrates et indépendants                              | 1.256       | 4,8         |             |             |
|                          | Brigitte Lapeyronie   | REC – Reconquête                                                        | 919         | 3,5         |             |             |
|                          | Sylvie Morel-Lelu     | ECO – Parti animaliste                                                  | 555         | 2,1         |             |             |
|                          | Évelyne Marque-Gras   | DSV – Debout la France                                                  | 469         | 1,8         |             |             |
|                          | Anne de La Torre      | DXG – Lutte Ouvrière                                                    | 346         | 1,3         |             |             |
| Gesamt                   | Gesamt                | Gesamt                                                                  | 26.181      | 100         | 23.975      | 100         |
|                          |                       |                                                                         |             |             |             |             |
| Leere Stimmzettel        | Leere Stimmzettel     | Leere Stimmzettel                                                       | 727         | 2,7         | 1.484       | 5,8         |
| Ungültige Stimmzettel    | Ungültige Stimmzettel | Ungültige Stimmzettel                                                   | 60          | 0,2         | 294         | 1,1         |
| Wähler                   | Wähler                | Wähler                                                                  | 26.968      | 40,5        | 25.753      | 38,7        |
| Wahlberechtigte          | Wahlberechtigte       | Wahlberechtigte                                                         | 66.511      |             | 66.546      |             |
|                          |                       |                                                                         |             |             |             |             |
| Quelle: Innenministerium |                       |                                                                         |             |             |             |             |

### Parlamentswahl 2024
| Kandidaten               | Kandidaten            | Parteien                                                  | Stimmen | %    |
| ------------------------ | --------------------- | --------------------------------------------------------- | ------- | ---- |
|                          | Olivier Fauregewählt  | UG – Nouveau Front populaire (Parti socialiste)           | 21.643  | 53,4 |
|                          | Vincent Paul-Petit    | DVD – Les Républicains Dissident - Rassemblement National | 11.902  | 29,4 |
|                          | Thomas Ianz           | UDI – Union des démocrates et indépendants                | 5.797   | 14,3 |
|                          | Anne de la Torre      | EXG – Lutte Ouvrière                                      | 868     | 2,1  |
|                          | Flore Creantor        | REG – Décidons Nous-Mêmes !                               | 171     | 0,4  |
|                          | Dominique Mahé        | DSV – Debout la France                                    | 132     | 0,3  |
| Gesamt                   | Gesamt                | Gesamt                                                    | 40.513  | 100  |
|                          |                       |                                                           |         |      |
| Leere Stimmzettel        | Leere Stimmzettel     | Leere Stimmzettel                                         | 1.329   | 3,2  |
| Ungültige Stimmzettel    | Ungültige Stimmzettel | Ungültige Stimmzettel                                     | 317     | 0,8  |
| Wähler                   | Wähler                | Wähler                                                    | 42.159  | 63,0 |
| Wahlberechtigte          | Wahlberechtigte       | Wahlberechtigte                                           | 66.897  |      |
|                          |                       |                                                           |         |      |
| Quelle: Innenministerium |                       |                                                           |         |      |